# Liste der Baudenkmäler in Würzburg-Frauenland
In der Liste der Baudenkmäler in Frauenland (Würzburg) sind die Baudenkmäler im Würzburger Stadtbezirk 06 Frauenland (Würzburg) aufgelistet.
Diese Liste ist eine Teilliste der Liste der Baudenkmäler in Würzburg. Grundlage der Liste ist die Bayerische Denkmalliste, die auf Basis des bayerischen Denkmalschutzgesetzes vom 1. Oktober 1973 erstmals erstellt wurde und seither durch das Bayerische Landesamt für Denkmalpflege geführt und aktualisiert wird. Die folgenden Angaben ersetzen nicht die rechtsverbindliche Auskunft der Denkmalschutzbehörde.

In dieser Kartenansicht sind Baudenkmäler ohne Koordinaten mit einem roten bzw. orangen Marker dargestellt und können in der Karte gesetzt werden. Baudenkmäler ohne Bild sind mit einem blauen bzw. roten Marker gekennzeichnet, Baudenkmäler mit Bild mit einem grünen bzw. orangen Marker.

## Baudenkmäler
| Lage | Objekt                                                                                            | Beschreibung | Akten-Nr.               | Bild |
| --- | ------------------------------------------------------------------------------------------------- | --- | ----------------------- | --- |
| Abstsleiten (Standort) | Bildstock                                                                                         | Sockel mit Säule und Reliefaufsatz, 17./18. Jahrhundert | D-6-63-000-1083         | BW |
| Abtsleiten; Abtsleitenweg; im Weinberg zum Alandsgrund; ca. 100 m südöstlich der Werkkunstschule ()                                          | Bildstock                                                                                         | 17. Jahrhundert; nicht nachqualifiziert, im Bayerischen Denkmal-Atlas nicht kartiert | D-6-63-000-385          | |
| Abtsleitenweg 2, 4 (Standort) | Zwei Künstlerhäuser mit Atelierwerkstätten des Malers Curd Lessig und des Bildhauers Helmut Weber | zweigeschossige Wohn- und Atelierhäuser mit flach geneigten Sattel- bzw. Pultdächern, 1961 von Walter Kunz | D-6-63-000-1162         | BW |
| Äußerer Neubergweg; Abtsleitenweg; auf einer Weinbergmauer (Standort)                                                                        | Mariensäule                                                                                       | 18. Jahrhundert | D-6-63-000-28           | BW |
| Äußerer Neubergweg; Abtsleitenweg; Randersackerer Straße ()                                                                                  | Madonnenfigur                                                                                     | 1782; sichergestellt; nicht nachqualifiziert, im Bayerischen Denkmal-Atlas nicht kartiert | D-6-63-000-442          | |
| Alandsgrund (Standort) | Weinbergmauer                                                                                     | Kalkbruchstein, bezeichnet 1723 | D-6-63-000-727          | BW |
| Am Galgenberg, an der Abzweigung Kitzinger Straße (Standort)                                                                                 | Bildstock                                                                                         | Inschriftsockel mit gebauchtem Pfeiler und Reliefaufsatz Marienkrönung, Kalkstein und Sandstein, Rokoko, bezeichnet mit „1778“ | D-6-63-000-804          | Bildstock |
| Barbarastraße 44 (Standort) | Katholische Pfarrkirche St. Barbara                                                               | Dreischiffige Säulenbasilika mit eingezogener Rundapsis und seitlichem Chorflankenturm mit Zeltdach, Eingangsgiebel mit offener Pfeilervorhalle und monumentaler Kreuzigungsgruppe, unverputzter Kalkstein, expressionistisch beeinflusste Neuromanik, Hofmann und Niedermeier, 1927; mit Ausstattung | D-6-63-000-34           | BW |
| Barbarastraße 44 (Standort) | Terrasse                                                                                          | Anlage mit Freitreppen zur Straße und Stützmauer mit Rundbogennischen am Hang sowie rundbogiger Toreinfahrt | D-6-63-000-34           | BW |
| Barbarastraße 44 (Standort) | Nebengebäude                                                                                      | Winkelförmig um die Terrasse angeordneter dreigeschossiger verputzter Satteldachflügel, Heimatstil, zweites Viertel 20. Jahrhundert mit zweigeschossigem Walmdachanbau über Hanggeschoss, Nachkriegsmoderne, bezeichnet „1956“ | D-6-63-000-34           | BW |
| Brettreichstraße 1, 3, 5, 5 a, 5 b, 7, 9, Erthalstraße 34, 36, 38, Gegenbaurstraße 1, 3, 5, Jakob-Riedinger-Straße 2, 4, 6, 8, 10 (Standort) | Wohnblock                                                                                         | Großer Wohnblock der Stadtgemeinde in Hanglage mit drei-/viergeschossigen abgetreppten Walmdachbauten um drei Innenhöfe, die schlichten Putzfassaden zum Teil mit Erkern und figürlichem Kalksteinreliefschmuck versehen, Betonung der rundbogigen Durchgänge zum mittleren Hof durch Figuren auf Konsolen, Heimatstil, Heinz Moll und Christoph Miller, 1929 | D-6-63-000-124          | [[Vorlage:Bilderwunsch/code!/C:49.78358,9.94752!/D:Brettreichstraße 1, 3, 5, 5 a, 5 b, 7, 9, Erthalstraße 34, 36, 38, Gegenbaurstraße 1, 3, 5, Jakob-Riedinger-Straße 2, 4, 6, 8, 10, Wohnblock!/\|BW]] |
| Brettreichstraße 2 (Standort) | Zwei Quaderportale                                                                                | Im Stile Joseph Greisings, wohl frühes 18. Jahrhundert, jetzt im städtischen Bauhof; nicht nachqualifiziert, im Bayerischen Denkmal-Atlas nicht kartiert | D-6-63-000-64           | BW |
| Brettreichstraße 11 (Standort) | König-Ludwig-Haus                                                                                 | Krankenhaus, dreigeschossiger verputzter Mehrflügelbau mit Walmdächern über hohem Kalkstein-Sockelgeschoss, Eingangsbereich im Gebäudewinkel durch Freitreppe mit Portalvorbau betont, Historismus, 1915/16, reduziert wiederaufgebaut; Nebengebäude, zweigeschossiger Mansardwalmdachbau, Neobarock, um 1915; Hofgebäude, eingeschossiger Mansarddachbau, um 1915; Gartentor, Pfeilertor mit Kugelaufsätzen, Kalkstein, Neobarock, um 1915; Gefallenendenkmal, Kalksteinpfeiler mit durchbrochenem schmiedeeisernem Kugelaufsatz im Wiener Sezessionsstil, Jugendstil, bezeichnet 1917 | D-6-63-000-65           | BW |
| Edelstraße 5 (Standort) | Villa                                                                                             | Zweigeschossiger Mansardwalmdachbau mit Mittelrisalit, Altan und Schweifgiebel, Neubarock, bezeichnet 1908 | D-6-63-000-115          | BW |
| Edelstraße 11 (Standort) | Villa                                                                                             | Zweigeschossiger Krüppelwalmdachbau mit Risalit, Erker und Turm, Putzmauerwerk mit Fachwerkteilen, Historismus, 1903 | D-6-63-000-116          | BW |
| Erthalstraße 17, 19 (Standort) | Wohnblock                                                                                         | Zweiteiliger viergeschossiger Satteldachbau mit Erkern und Balkonen in Ecklage, Putzmauerwerk mit expressionistischen Stuck- und Kalksteingliederungen, Heimatstil, 1928 | D-6-63-000-122          | BW |
| Erthalstraße 21, 23, 25 (Standort) | Wohnblock                                                                                         | Dreiteiliger viergeschossiger Walmdachbau mit Erkern über Kalksteinsockel, Putzfassade mit expressionistischer Putz- und Kalksteingliederung, um 1928 | D-6-63-000-123          | BW |
| Friesstraße 3 (Standort) | Stadtvilla                                                                                        | eingeschossiger Mansardwalmdachbau auf rechteckigem Grundriss, straßenseitigem Gaubengiebel und überdachter Freitreppe, 1921 von Franz Hein; mit bauzeitlicher wandfester Ausstattung; Einfriedung 1925 | D-6-63-000-1161         | BW |
| Gegenbaurstraße 10, Zeppelinstraße 52, 54, 56, 56 a (Standort)                                                                               | Wohnanlage                                                                                        | mehrteilige Gebäudezeile aus zwei-/ dreigeschossigen Baukörpern in Ecklage, differenzierte Gliederung durch Fassadenversprünge und Höhenstaffelung am Hang bei schlichter Putzfassengestaltung, Heimatstil, Andreas Pfannes, 1912 | D-6-63-000-641          | BW |
| Frauenlandplatz 1; Zu-Rhein-Straße 3 (Standort)                                                                                              | Katholisches Pfarrgemeindezentrum Unsere Liebe Frau                                               | Pfarrkirche zu Unserer Lieben Frau: Dreischiffige Pfeilerbasilika mit Walmdach und eingezogenem Rechteckchor, Westfassade mit dreiteiliger hoher Blendarkade, schlanker Campanile mit Pyramidendach, Bruchstein, romanisierende konservative Moderne, Albert Boßlet, 1936; mit Ausstattung; Zugehörige Nebengebäude, Pfarr- und Gemeindehaus, zweigeschossige unverputzte Bruchsteinbauten mit Walmdach und schmalen Verbindungsbauten zur Kirche; Zugehörige Mauereinfriedung | D-6-63-000-152          | weitere Bilder |
| Greisingstraße 14 (Standort) | Gartenpavillon                                                                                    | Kleiner zweigeschossiger Walmdachbau, Mittelrisalit mit Balkon und Dreiecksgiebel, Joh. Michael Fischer, Frühklassizismus, 1796 | D-6-63-000-172          | Gartenpavillon |
| Henlestraße 6 (Standort) | Gartenvilla                                                                                       | Zweigeschossiger Walmdachbau mit Portalrisalit und halbrundem Söller auf der Gartenseite, Karl Zippelius, Heimatstil, 1933/34 | D-6-63-000-839          | BW |
| Henlestraße 6 (Standort) | Zauneinfriedung                                                                                   | zur Straße | D-6-63-000-839          | BW |
| Innerer Neuberg; ca. 50 m südlich der Einmündung des Äußeren Neubergwegs ()                                                                  | Pietà                                                                                             | Bezeichnet 1761; nicht nachqualifiziert, im Bayerischen Denkmal-Atlas nicht kartiert | D-6-63-000-444          | |
| Innerer Neuberg; an der Einmündung des Äußeren Neubergwegs (Standort)                                                                        | Bildstock                                                                                         | mit Madonna, bezeichnet mit „1651“ | D-6-63-000-441          | BW |
| Kantstraße 2, Keesburgstraße 1 (Standort) | Mietshaus                                                                                         | Dreigeschossiger Walmdachbau mit Eckturm, Altan und Balkonen in Ecklage, Putzfassade mit Sandsteinquaderrisaliten, barockisierender Historismus, Johann Hofmann, 1898, Dachaufbauten verändert | D-6-63-000-254          | BW |
| Keesburgstraße 3 (Standort) | Mietshaus                                                                                         | Dreigeschossiger Walmdachbau mit Eckerker, verschiedenfarbige Backsteingliederung, historisierend, Johann Hofmann, 1898 | D-6-63-000-255          | BW |
| Keesburgstraße 19 (Standort) | Villa                                                                                             | Zweigeschossiger Mansardwalmdachbau mit Altan, Loggia, Schweifgiebel und Turm, Putzfassade mit Stuckdekor, historisierender Jugendstil, 1912 | D-6-63-000-256          | BW |
| Keesburgstraße 19 a (Standort) | Villa                                                                                             | Zweigeschossiger Mansardwalmdachbau mit Schweifgiebel, Altan, und Stuckdekor, später Jugendstil, 1913; zugehörige Einfriedung | D-6-63-000-257          | BW |
| Keesburgstraße 29, 29 a (Standort) | Mietshaus                                                                                         | Dreigeschossiger gestufter Flachdachbau, Neue Sachlichkeit, Peter Feile, 1928 | D-6-63-000-758          | Mietshaus |
| Keesburgstraße 30 (Standort) | Villa                                                                                             | Eingeschossiger Pyramidendachbau mit unterschiedlichen Aufbauten in lebhafter Umrisslinie, reduzierter Historismus, um 1910, 1922 erweitert; mit Ausstattung; Hausmadonna, barock, 18. Jahrhundert | D-6-63-000-759          | BW |
| Kettelerstraße 2, 4, 6, 8 – 33, 35, 37, 39 (Standort)                                                                                        | Wohnanlage                                                                                        | Wohnanlage der Gemeinnützigen Baugesellschaft für Kleinwohnungen, zwei-/vierteilige eingeschossige Reihenkleinhäuser mit Satteldach, Heimatstil, 1936 | D-6-63-000-760          | weitere Bilder |
| Lerchenhain 2 (Standort) | Villa                                                                                             | Dreistufiges Terrassenhaus mit Flachdach, Neue Sachlichkeit, Peter Feile, 1930 | D-6-63-000-299          | Villa |
| Lerchenhain 4 (Standort) | Villa                                                                                             | Dreigeschossiger kubischer Flachdachbau mit Terrasse und Treppenhausturm, Neue Sachlichkeit, Peter Feile, 1930 | D-6-63-000-799          | Villa |
| Lerchenhain 5 (Standort) | Villa                                                                                             | Dreigeschossiger kubischer Flachdachbau mit Terrasse und Dachaufsatz, Neue Sachlichkeit, Peter Feile, 1930 | D-6-63-000-800          | Villa |
| Mariannhillstraße 2, 2 a, 2 b, 2 c, 4, 4 a, 4 b, 6 b, 6 c; Salvatorstraße 13, 13 a, 13 b, Richard-Wagner-Straße 3, 5 (Standort)              | Ehemaliges Standortlazarett                                                                       | Mehrteilige langgestreckte und gekrümmte Anlage mit verputzten Gebäuden mit Kalksteingliederungen Viergeschossiger Hauptbau mit Walmdach und Mittelrisalit mit dreiteiligem Portal und reliefgeschmückter Attika, anschließende Dreigeschossige Satteldachflügel auf gebogenem Grundriss durch Zwerch- und Kopfbauten mit Walmdächern gegliedert Ärztewohnhaus, zweigeschossiger Walmdachbau Nebengebäude, eingeschossiger Walmdachbau mit Kopfbau über Kalksteinsockel Zwei Torwachen, spiegelsymmetrische eingeschossige Walmdachbauten auf winkelförmigem Grundriss mit Vorlaube sowie eine einzelne Torwache neben Mauertor Steinbrunnen mit Figur Stützmauern und Zauneinfriedungen NS-Klassizismus städtebaulich bezugnehmend auf die Hanglinie und das Missionsseminar Mariannhill von 1927–29, Heeresbauverwaltung, 1936/37 | D-6-63-000-806          | weitere Bilder |
| Matthias-Ehrenfried-Straße 2 (Standort) | St. Alfons                                                                                        | Katholische Pfarrkirche in Verbindung mit diversen Anbauten, Betonskelettbau in Form voneinander durchdringenden ansteigenden Baukörpern mit Pultdach, Fassadengestaltung mit Putz- und Natursteinmauerwerk, freistehender schlanker Campanile mit Flachdach, Nachkriegsmoderne, Hans Schädel, 1954; mit Ausstattung; anschließendes dreiflügeliges Gemeindezentrum in gestalterischer Anpassung an den vorhandenen Baubestand, um 1960 | D-6-63-000-767          | weitere Bilder |
| Mönchbergstraße 2 (Standort) | Villa                                                                                             | Zweigeschossiger Mansardwalmdachbau mit halbrundem Söller und Säulenaltan, Putzfassade mit barockisierenden Sandsteingliederungen und schmiedeeisernen Geländern, Karl Zippelius, Heimatstil, 1923 | D-6-63-000-364          | BW |
| Mönchbergstraße 27 (Standort) | Heiligenfigur, Maria Immaculata                                                                   | Sandstein, Barock, 18. Jahrhundert | D-6-63-000-613          | Heiligenfigur, Maria Immaculata |
| Oberer Bogenweg (Standort) | Bildstock                                                                                         | Inschriftsockel mit tonnenförmigem Tabernakelaufsatz und rückwärtigem Relief Heiliger Georg, Sandstein, Barock, bezeichnet mit „1752“ | D-6-63-000-413          | BW |
| Randersackerer Straße (Standort) | Weinbergmauern                                                                                    | Entlang der ehemaligen Chaussee nach Ansbach, Bruchsteinmauern, 17./18. Jahrhundert mit späteren Veränderungen, zugehörig Türen, Treppen, Wappen- und Inschriftensteine, Weinbergshäuschen, Bildstöcke, 17.–19. Jahrhundert | D-6-63-000-771          | BW |
| Randersackerer Straße (Standort) | Weinbergshäuschen                                                                                 | Fachwerk, um 1915 | D-6-63-000-756          | BW |
| Randersackerer Straße (beim Äußeren Neubergweg) (sichergestellt) ()                                                                          | Madonnenfigur                                                                                     | 18. Jahrhundert; nicht nachqualifiziert, im Bayerischen Denkmal-Atlas nicht kartiert | D-6-63-000-443          | |
| Randersackerer Straße (ca. 200 m südöstlich der Einmündung des Äußeren Neubergwegs) (Standort)                                               | Bildstock                                                                                         | Sockel mit Säule und Ädikula-Reliefaufsatz 'Kreuzigungsgruppe', Kalkstein und Sandstein, Spätrenaissance, bezeichnet mit „1642“ | D-6-63-000-445          | [[Vorlage:Bilderwunsch/code!/C:49.77053,9.94796!/D:Randersackerer Straße (ca. 200 m südöstlich der Einmündung des Äußeren Neubergwegs), Bildstock!/\|BW]]                                               |
| Richard-Wagner-Straße 1 (Standort) | Villa                                                                                             | Zweigeschossiger Flachdachbau mit Treppenturm, Dachterrasse und Balkonen, Putzfassade mit schlichten Rahmungen und Kranzgesims über Kalksteinsockel, Neue Sachlichkeit, Beitter, 1930 | D-6-63-000-463          | Villa |
| Rottendorfer Straße (beim Hublandplatz) (Standort)                                                                                           | Pietà, sogenanntes Kartoffeldenkmal                                                               | Postament mit Pietà, 1737 errichtet zu Ehren des Agrarreformers Philipp Adam Ulrich (1691–1748), Förderer des Kartoffelanbaus | D-6-63-000-496          | [[Vorlage:Bilderwunsch/code!/C:49.790227,9.969783!/D:Rottendorfer Straße (beim Hublandplatz), Pietà, sogenanntes Kartoffeldenkmal!/\|BW]]                                                               |
| Rottendorfer Straße 20 (Standort) | Gartenvilla                                                                                       | Zweigeschossiger Walmdachbau mit Annexen, Putzfassade mit Fachwerkdrempel und -erkern, Historismus, um 1895, seit 1953 im Besitz des Corps Bavaria Würzburg | D-6-63-000-484          | Gartenvilla |
| Rottendorfer Straße 20 a (Standort) | Gartenvilla                                                                                       | Zweigeschossiger Walmdachbau, Putzfassade mit expressionistischen Gliederungen und Vergitterungen, Karl Zippelius, 1929 | D-6-63-000-485          | BW |
| Rottendorfer Straße 22 (Standort) | Gartenvilla                                                                                       | Zweigeschossiger Mansardwalmdachbau mit eingeschossigem Annex, Putzfassade mit Stuckdekor, barockisierender Heimatstil, F. Saalfrank, 1912 | D-6-63-000-486          | BW |
| Rottendorfer Straße 23 (Standort) | Gartenvilla                                                                                       | Zweigeschossiger Krüppelwalmdachbau mit Annexen und Fachwerkobergeschoss und -giebeln, weiter Dachüberstand im Schweizerhausstil, Historismus, 1895 | D-6-63-000-487          | BW |
| Rottendorfer Straße 25 (Standort) | Gartenvilla                                                                                       | Zweigeschossiger Walmdachbau mit Fachwerkobergeschoss, Risalit, Erker und Loggia mit reichem Schnitzdekor, weiter Dachüberstand mit Freigespärre im Schweizerhausstil, Historismus, 1895 | D-6-63-000-488          | Gartenvilla |
| Rottendorfer Straße 26 (Standort) | Gartenvilla                                                                                       | Zweigeschossiger Walmdachbau mit halbrundem Söller, Putzfassade mit expressionistischem Dekor, Heimatstil, Karl Zippelius, 1928 | D-6-63-000-489          | BW |
| Rottendorfer Straße 28 (Standort) | Gartenvilla                                                                                       | Zweigeschossiger Walmdachbau mit Annexen, Putzfassade mit Fachwerkteilen, Historismus, bezeichnet „1906“ | D-6-63-000-490          | BW |
| Rottendorfer Straße 29 (Standort) | Kellerhaus                                                                                        | Eingeschossiges Walmdachhaus, unverputzte Sandsteinquaderfassade über Kalksteinsockel, frühes 19. Jahrhundert; Kelleranlage | D-6-63-000-772          | weitere Bilder |
| Bei Rottendorfer Straße 29 (Standort) | Bildstock                                                                                         | Kalksteinsäule mit Satteldach-Nischenaufsatz und Relief Pietà, Sandstein, spätgotisch, 16. Jahrhundert | D-6-63-000-491          | weitere Bilder |
| Rottendorfer Straße 34 (Standort) | Gartenvilla                                                                                       | Zweigeschossiger Mansardwalmdachbau mit Zwerchhaus und Erker, Putzfassade mit Stuckgliederung, barockisierender Heimatstil, Otto Tramm, 1925 | D-6-63-000-492          | weitere Bilder |
| Rottendorfer Straße 36 (Standort) | Ehemaliges Zollhaus                                                                               | Eingeschossiger Krüppelwalmdachbau mit Fachwerkdrempel über L-förmigem Grundriss, Putzfassade mit Sandsteinrahmungen, Schmuckfachwerkgiebel mit reich geschnitztem Freigespärre im Schweizerhausstil, Historismus, um 1895 | D-6-63-000-493          | weitere Bilder |
| Rottendorfer Straße (Standort) | Pumpbrunnen                                                                                       | Brunnenpfeiler mit vorgestellter kelchförmiger Brunnenschale, Kalkstein, 18. Jahrhundert; östlich der Eisenbahnbrücke | D-6-63-000-494          | BW |
| Rottendorfer Straße 57 (Standort) | Bildstock                                                                                         | Sockel mit Pfeiler und Reliefaufsatz Kreuzigungsgruppe, Sandstein, Spätrenaissance/Frühbarock, bezeichnet „1654“ (Aufsatz Kopie) | D-6-63-000-495 Wikidata | weitere Bilder |
| Salvatorstraße 9, 11, Mariannhillstraße 1, 1 a, 1 b (Standort)                                                                               | Kongregationshaus der Mariannhiller Missionare mit Kirche                                         | Katholische Herz-Jesu-Kirche, Wandpfeilerkirche mit erhöhtem Mittelschiff und eingezogenem flachen Dreiseitchor, oktogonaler Turm mit zwei sich stufig verjüngenden Obergeschossen seitlich neben Portalfassade, Walmdächer über Mittelschiff und westwerkartiger Portalfassade, Zwerchhausreihung über Seitenschiffen, Putzfassade mit Kalksteinkanten und -rahmungen über hohem unverputztem Sockelgeschoss, Expressionismus, Albert Boßlet, 1927/28; mit Ausstattung Seminargebäude, im spitzen Winkel anschließender drei-/viergeschossiger Satteldachbau mit Walmdach-Kopfbauten dem geschwungenen Straßenverlauf folgend Schwesternhaus, dreigeschossiger Walmdachbau mit abknickender Fassadenfront Terrasse mit Treppen und Garten mit Mauereinfriedung, Kalkstein                                                          | D-6-63-000-316 Wikidata | weitere Bilder |
| Salvatorstraße 12 (Standort) | Villa                                                                                             | Zweigeschossiger Satteldachbau, Putzfassade mit dominierender dreiteiliger Fensterbahn zur Treppenhausbelichtung, Neue Sachlichkeit, Albert Boßlet, 1928 | D-6-63-000-505 Wikidata | Villa |
| Salvatorstraße 14 (Standort) | Villa                                                                                             | Zweigeschossiger Putzbau mit Satteldach, Neue Sachlichkeit, Albert Boßlet, 1928 | D-6-63-000-506          | BW |
| Salvatorstraße 16 (Standort) | Villa                                                                                             | Zweigeschossiger Satteldachbau, Putzfassade mit Fensterreihungen, Neue Sachlichkeit, Albert Boßlet, 1928 | D-6-63-000-507          | Villa |
| Seinsheimstraße 9 (Standort) | Mietshaus                                                                                         | Zweigeschossiger Mansardwalmdachbau mit übergiebelten Risaliten und Balkonen, Putzfassade mit barockisierenden Gliederungen, Historismus, 1905 | D-6-63-000-543          | weitere Bilder |
| Seinsheimstraße 13; 22; Wittelsbacherplatz 2; 3; 4; 5; 6 (Standort)                                                                          | Wohnanlage                                                                                        | Zwei dreigeschossige bogenförmig-spiegelsymmetrische Häuserblöcke mit Putzfassade, Erdgeschossrustika und Walmdach, hofförmige Platzeinfassung vor dem schlossähnlichen Bau des Philosophischen Instituts, barockisierend, erste Hälfte 20. Jahrhundert; siehe Ensemble Wittelsbacher Platz | D-6-63-000-544          | Wohnanlage |
| Silcherstraße (Standort) | Wegkreuz                                                                                          | Sockel mit geschweiftem Postament und Kreuz, Barock, 18. Jahrhundert | D-6-63-000-550          | BW |
| Simon-Breu-Straße 34 (Standort) | Heiligenfigur, sitzende Ecce-homo-Figur                                                           | Kalkstein, wohl 19. Jahrhundert | D-6-63-000-551          | BW |
| Unterer Neubergweg 7 (Standort) | Franziskus-Figur                                                                                  | 19. Jahrhundert; nicht nachqualifiziert, im Bayerischen Denkmal-Atlas nicht kartiert | D-6-63-000-586          | BW |
| Von-Luxburg-Straße (Standort) | Evang.-Luth. Martin-Luther-Kirche                                                                 | Typ B einer Bartning-Notkirche, Satteldachbau mit polygonalem Altarraum, aus hölzernen Dreigelenkrahmen in Umfassungsmauer, außen aus Bruchsteinen und innen aus geschlämmten Backsteinen, 1948–1949 von Otto Bartning, südlicher abgeschleppter Anbau mit Werksakristei, 1962; mit Ausstattung | D-6-63-000-844          | BW |
| Von-Luxburg-Straße (Standort) | Campanile                                                                                         | natursteinverkleideter Ziegelbau mit Flachdach, 1961–1962 von Olaf Andreas Gulbransson; zugehörige Kirchhofmauerabschnitte | D-6-63-000-844          | BW |
| Von-Luxburg-Straße (Standort) | Kirchhofmauerabschnitte                                                                           | | D-6-63-000-844          | BW |
| Von-Luxburg-Straße 3 (Standort) | Goethe-Keppler-Grundschule                                                                        | zweiteilige Anlage über T-förmigem Grundriss mit Walmdächern in Ecklage, zweieinhalbgeschossiger Kopfbau auf souterrainartigem Sockel, dreiteiligem Portal und Reihung von Fensterbalkonen im Obergeschoss, dreigeschossiger Schulklassentrakt, Putzfassaden mit Kalksteinrahmungen, NS-Klassizismus, um 1935; zugehörig Freitreppe und halbrunde Steinbank mit Reiterfrohlen auf Postament. | D-6-63-000-1165         | BW |
| Von-Luxburg-Straße 4 (Standort) | Verwaltungsgebäude, Bayerische Landesanstalt für Bodenkultur und Pflanzenbau                      | Langgestreckter dreigeschossiger Walmdachbau mit risalitartig vorstehenden Seitenflügeln, Putzfassade mit Sandsteingliederungen und -rahmungen sowie mittigem Säulenportal, Neurenaissance, nach Plänen von Osterberg, 1898 | D-6-63-000-308          | weitere Bilder |
| Wittelsbacherplatz 1 (Standort) | Pädagogische Hochschule der Universität                                                           | Schlossähnlicher dreigeschossiger Dreiflügelbau, die langgestreckte Front mit Satteldach, Mittel- und Eckpavillons mit Mansardwalmdächern, Putzfassade mit Sandsteingliederungen, im Mittelpavillon mit angedeutetem Säulenportikus und Tympanon-Relief, Neubarock, 1894–98 | D-6-63-000-624          | weitere Bilder |
| Zeppelinstraße 15, Wittelsbacherstraße 1 (Standort)                                                                                          | Ehemalige Taubstummenanstalt, jetzt Landratsamt                                                   | Unregelmäßige zwei-/dreigeschossige Mehrflügelanlage mit hohen Satteldächern und Schweifblendgiebeln, Hauptgebäude mit Haubendachreiter, Putzmauerwerk mit sparsamen Putzgliederungen, reduzierter Historismus, um 1905; zugehöriger eingeschossiger Pyramidendach-Pavillon mit unverputzter Kalkbruchsteinfassade | D-6-63-000-640          | weitere Bilder |

## Ehemalige Baudenkmäler
In diesem Abschnitt sind Objekte aufgeführt, die früher einmal in der Denkmalliste eingetragen waren, jetzt aber nicht mehr. Objekte, die in anderem Zusammenhang also z. B. als Teil eines Baudenkmals weiter eingetragen sind, sollen hier nicht aufgeführt werden. Aktennummern in diesem Abschnitt sind ehemalige, jetzt nicht mehr gültige Aktennummern.

| Lage                             | Objekt    | Beschreibung                       | Akten-Nr.      | Bild |
| -------------------------------- | --------- | ---------------------------------- | -------------- | ---- |
| Vor Keesburgstraße 30 (Standort) | Bildstock | Mit Marienkrönung, 18. Jahrhundert | D-6-63-000-258 | BW   |
| Keesburgstraße 31 (Standort)     | Bildstock | 1745                               | D-6-63-000-359 | BW   |